# Integral exponencial

Gráfica de la función E_{1} (arriba) y de la función Ei (parte inferior).

En el ámbito de las matemáticas la integral exponencial es una función especial definida en el plano complejo e identificada con el símbolo  Ei.

## Definiciones
Para valores reales de {\displaystyle x}, la integral exponencial {\displaystyle Ei(x)} se define como
{\displaystyle {\mbox{Ei}}(x)=\int _{-\infty }^{x}{\frac {e^{t}}{t}}\,\mathrm {d} t.\,}
Esta definición puede ser utilizada para valores positivos de {\displaystyle x}, pero a causa de la singularidad del integrando en cero, la integral debe ser interpretada en término del valor principal de Cauchy. Para valores complejos del argumento, esta definición es ambigua a causa de los puntos de ramificación en 0 y en {\displaystyle \infty }. En general, se realiza un corte en el eje real negativo y Ei puede ser definida mediante una continuación analítica en el resto del plano complejo.
Se utiliza la siguiente notación,
{\displaystyle \mathrm {E} _{1}(z)=\int _{z}^{\infty }{\frac {e^{-t}}{t}}\,\mathrm {d} t,\qquad |{\rm {Arg}}(z)|<\pi }
Para valores positivos de la parte real de {\displaystyle z}, esto se puede expresar como
{\displaystyle \mathrm {E} _{1}(z)=\int _{1}^{\infty }{\frac {e^{-tz}}{t}}\,\mathrm {d} t,\qquad \Re (z)\geq 0.}
El comportamiento de E1 cerca del branch cut puede ser analizado mediante la siguiente relación:
{\displaystyle \lim _{\delta \to 0\pm }\mathrm {E_{1}} (-x+i\delta )=-\mathrm {Ei} (x)\mp i\pi ,\qquad x>0,}

## Propiedades
Las propiedades de la exponencial integral mostradas, en ocasiones, permiten sortear la evaluación explícita de la función a partir de la definición dada arriba.

### Series Convergentes
Tras integrar la serie de Taylor de {\displaystyle e^{-t}/t}, y extraer la singularidad logarítmica, se puede obtener la siguiente representación en forma de serie de {\displaystyle \mathrm {E_{1}} (x)} para {\displaystyle x} real:
{\displaystyle \mathrm {Ei} (x)=\gamma +\ln x+\sum _{k=1}^{\infty }{\frac {x^{k}}{k\;k!}}\qquad x>0}
Para argumentos complejos fuera del eje real, esta serie se generaliza a
{\displaystyle \mathrm {E_{1}} (z)=-\gamma -\ln z+\sum _{k=1}^{\infty }{\frac {(-1)^{k+1}z^{k}}{k\;k!}}\qquad (|\mathrm {Arg} (z)|<\pi )}
donde {\displaystyle \gamma } es la constante de Euler-Mascheroni. La suma converge para todo {\displaystyle z} complejo, y tomamos el valor usual del logaritmo complejo con el corte de rama a lo largo del eje real negativo.

### Series Asintóticas

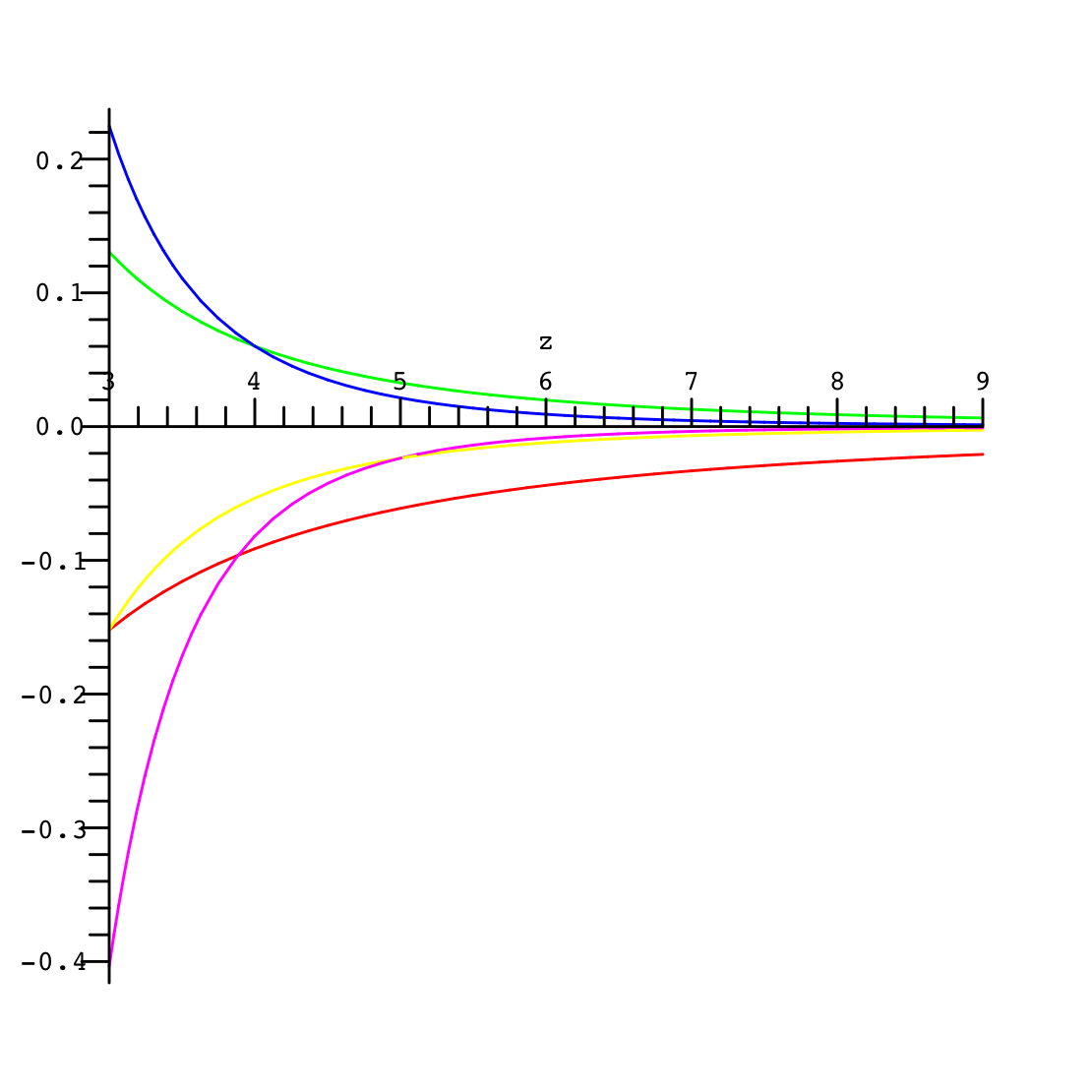
Error relativo de la aproximación asintótica para diferente número de términos de la suma truncada

Por desgracia, la convergencia de las series mostradas arriba es muy lenta para argumentos con gran módulo. Por ejemplo, para {\displaystyle x=10}, se necesitan más de 40 términos para obtener una respuesta correcta con 3 cifras significativas. Sin embargo, existe una serie asintótica divergente que puede ser obtenida a partir de la integración de {\displaystyle ze^{z}\mathrm {E_{1}} (z)} por partes:
{\displaystyle \mathrm {E_{1}} (z)={\frac {\exp(-z)}{z}}\sum _{n=0}^{N-1}{\frac {n!}{(-z)^{n}}}}
cuyo error es del orden {\displaystyle O(N!z^{-N})} y es válida para grandes valores de {\displaystyle \mathrm {Re} (z)}. El error relativo de la serie asintótica se muestra en la gráfica de la derecha para varios valores de {\displaystyle N} ({\displaystyle N=1} en rojo, {\displaystyle N=5} en rosa). Cuando {\displaystyle x>40}, la aproximación dada con {\displaystyle N=40} es exacta en representación de doble precisión, de 64 bits.

### Comportamiento exponencial y logarítmico: Cotas

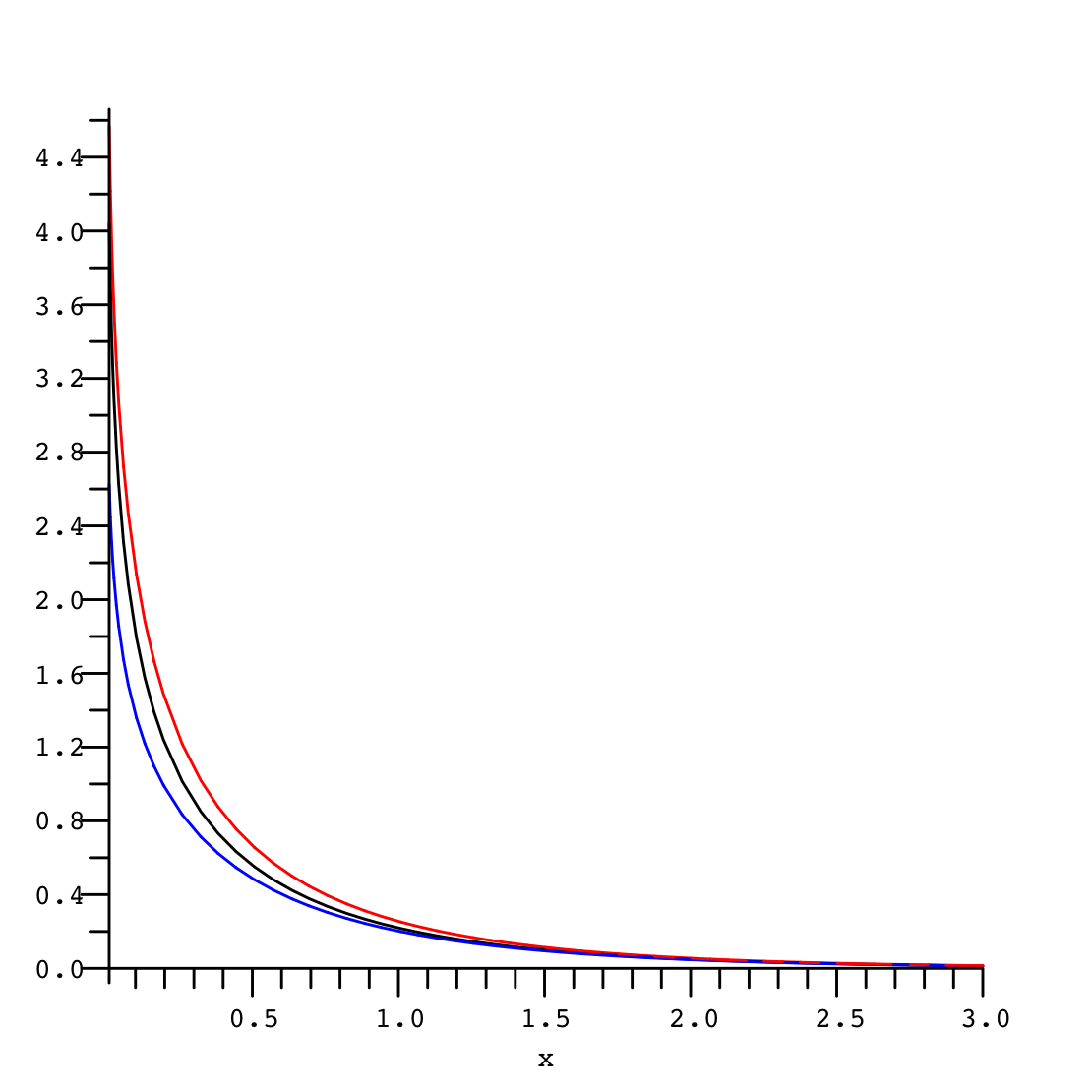
Acotamiento de por funciones elementales

De las series dadas arriba, se deduce que {\displaystyle \mathrm {E_{1}} } se comporta como una exponencial negativa para grandes valores del argumento y como un logaritmo para pequeños valores del mismo. Para valores reales positivos del argumento, {\displaystyle \mathrm {E_{1}} } queda acotada superior e inferiormente por funciones elementales como sigue:
{\displaystyle {\frac {1}{2}}e^{-x}\,\ln \!\left(1+{\frac {2}{x}}\right)<\mathrm {E_{1}} (x)<e^{-x}\,\ln \!\left(1+{\frac {1}{x}}\right)\qquad x>0}
La parte izquierda de la desigualdad se muestra en la gráfica de la izquierda en azul, la parte central, que es {\displaystyle \mathrm {E_{1}} (x)}, es la curva negra y la parte de la derecha es la curva roja. 

### Definición medianteEin{\displaystyle \mathrm {Ein} }
Las funciones {\displaystyle \mathrm {Ei} } y {\displaystyle \mathrm {E_{1}} } pueden ser escritas de forma más simple mediante la función entera {\displaystyle \mathrm {Ein} } definida como
{\displaystyle \mathrm {Ein} (z)=\int _{0}^{z}(1-e^{-t})\,{\frac {\mathrm {d} t}{t}}=\sum _{k=1}^{\infty }{\frac {(-1)^{k+1}z^{k}}{k\;k!}}}
(nótese que esta es la serie alternante que aparecía en la definición de {\displaystyle \mathrm {E_{1}} }). Se sigue inmediatamente que:
{\displaystyle \mathrm {E_{1}} (z)\,=\,-\gamma -\ln z+{\rm {Ein}}(z)\qquad |\mathrm {Arg} (z)|<\pi }
{\displaystyle \mathrm {Ei} (x)\,=\,\gamma +\ln x-\mathrm {Ein} (-x)\qquad x>0}

### Relación con otras funciones
La integral exponencial está altamente relacionada con la función logaritmo integral {\displaystyle li(x)} por la siguiente relación
{\displaystyle \mathrm {li} (x)=\mathrm {Ei} (\ln x)\,}
para valores positivos reales de {\displaystyle x}.
La integral exponencial se puede generalizar a 
{\displaystyle {\rm {E}}_{n}(x)=\int _{1}^{\infty }{\frac {e^{-xt}}{t^{n}}}\,\mathrm {d} t,}
que es una familia de funciones que puede representarse como un caso especial de la función gamma incompleta:
{\displaystyle {\rm {E}}_{n}(x)=x^{n-1}\Gamma (1-n,x).\,}
Esta forma generizada se llama a veces función de Misra function {\displaystyle \varphi _{m}(x)}, que se define como
{\displaystyle \varphi _{m}(x)={\rm {E}}_{-m}(x).\,}

### Derivadas
Las derivadas de las funciones {\displaystyle \mathrm {E_{n}} } pueden ser obtenerse mediante el uso de la fórmula
{\displaystyle \mathrm {E_{n}} '(z)=-\mathrm {E_{n-1}} (z)\qquad (n=1,2,3,\ldots )}
Nótese que la función {\displaystyle \mathrm {E_{0}} } es sencilla de evaluar (dando un término inicial a la relación recursiva), pues es {\displaystyle e^{-z}/z}.

### Integral exponencial de argumento imaginario

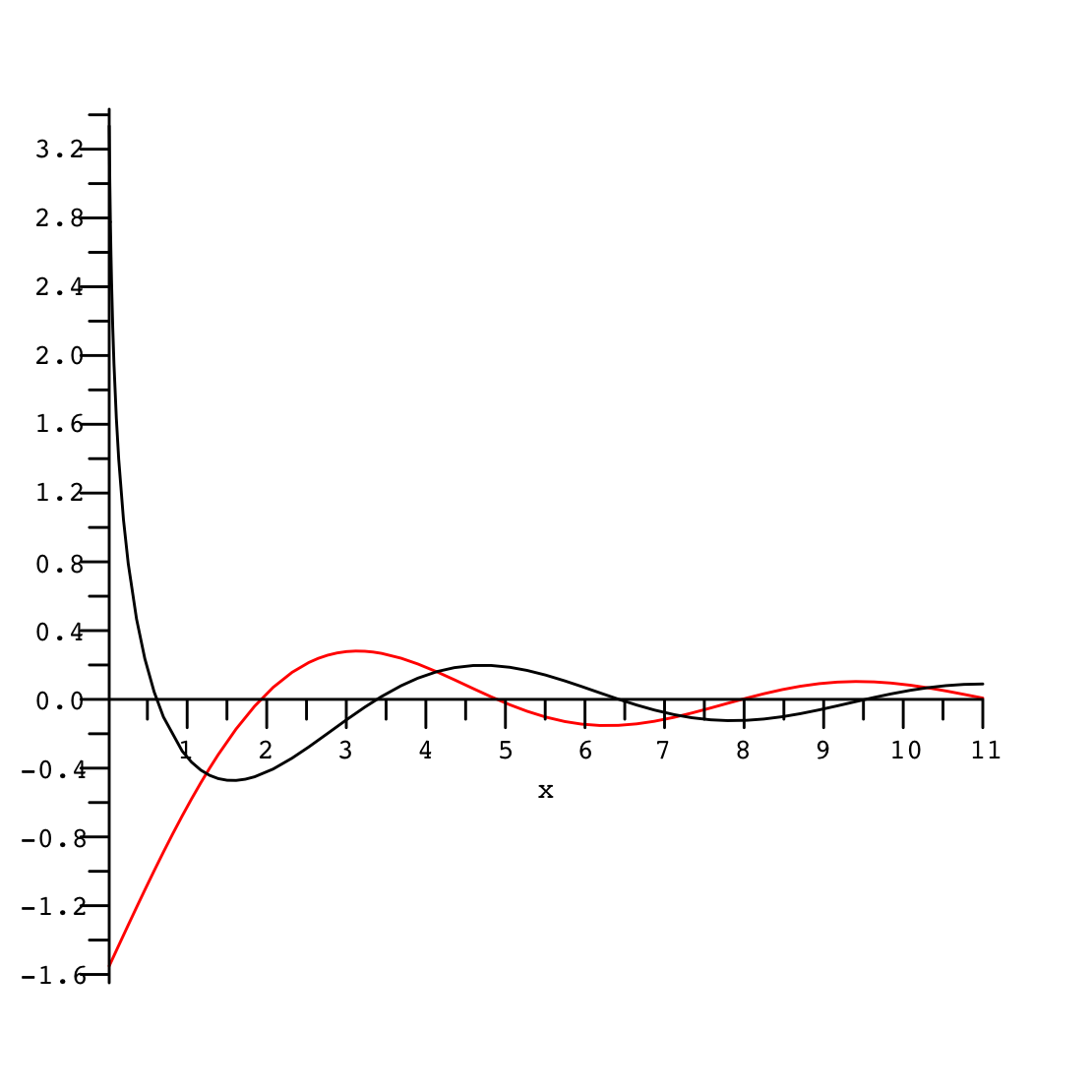
respecto a ; parte real en negro, parte imaginaria en rojo.

Si {\displaystyle z} es imaginario, la función tiene una parte real no nula, así podemos usar la fórmula
{\displaystyle \mathrm {E_{1}} (z)=\int _{1}^{\infty }{\frac {e^{-tz}}{t}}\,\mathrm {d} t}
para obtener una relación de la exponencial integral con las integrales trigonométricas {\displaystyle \mathrm {Si} } y {\displaystyle \mathrm {Ci} }:
{\displaystyle \mathrm {E_{1}} (ix)=i\left(-{\frac {\pi }{2}}+\mathrm {Si} (x)\right)-\mathrm {Ci} (x)\qquad (x>0)}
Las partes real e imaginaria de {\displaystyle \mathrm {E_{1}} (x)} están dibujadas en la gráfica de la derecha en negro y rojo respectivamente.

## Aplicaciones
- Transmisión de calor con dependencia temporal
- Flujo de aguas subterráneas fuera del equilibrio en la solución de Theis
- Transferencia radiativa en atmósferas estelares
- Ecuación de difusividad radial para flujos transitorios o de flujo no estacionario entre fuentes y sumideros con forma de línea recta.